# Alžběta Ressnerová
Alžběta Ressnerová (* 1993, Praha) je česká vědkyně, molekulární bioložka a doktorka nanověd.

## Život a kariéra
Po absolvování Masarykova gymnázia v Příboře (2004–2012) vystudovala molekulární medicínu na Humboldtově univerzitě v Berlíně a poté doktorát nanotechnologií na Vysokém učení technickém CEITEC v Brně. Po získání Fulbrightova stipendia působila v laboratoři Rosse Wilsona na Innovative Genomics Institute Kalifornské univerzity v Berkeley, který vede Jennifer Doudna. Ve své práci se zabývá vývojem dopravy nástrojů genové editace na bázi nanotechnologií. Především se soustředí na dopravu systému CRISPR-Cas9, který je programovatelným nástrojem pro editaci genomu v lidském těle. Aplikačně se zajímá se o genomovou editaci nádorových onemocnění a primárních imunodeficiencí.
Kromě své práce se věnuje přednáškám pro laickou i odbornou veřejnost v Česku i v zahraničí a také mentoringu a výuce studujících.